# Eois cogitata
Eois cogitata là một loài bướm đêm trong họ Geometridae.